# Aleksandr Prochorow (piłkarz)
Aleksandr Władimirowicz Prochorow, ros. Александр Владимирович Прохоров, biał. Аляксандр Уладзіміравіч Прохараў, Alaksandr Uładzimirawicz Procharau (ur. 18 czerwca 1946 w Brześciu, zm. 7 stycznia 2005 w Moskwie) – rosyjski piłkarz pochodzenia białoruskiego, grający na pozycji bramkarza, reprezentant Związku Radzieckiego, trener.

## Kariera piłkarska

### Kariera klubowa
Rozpoczął grać w miejscowej reprezentacji Instytutu w 1963, skąd został zaproszony do Dynama Mińsk. Ale nie zagrał żadnego meczu i w 1995 przeszedł do drugoligowego Niemna Grodno. Po dobrych występach w Grodnie w kolejnym sezonie wrócił do Dynama Mińsk. Nie zgadzając się na rolę zmiennika przeszedł do Metałurh Zaporoże, skąd w 1970 trafił do Dynama Kijów, z którym zdobył Mistrzostwo ZSRR w 1971. Następnie był zawodnikiem Spartaka Moskwa, skąd powrócił do Dynama Kijów, by później ponownie zostać graczem Spartaka. W 1978 bronił barw klubu Krasnaja Priesnia Moskwa, w którym w wieku 32 lat zakończył karierę piłkarską.

### Kariera reprezentacyjna
3 listopada 1971 zadebiutował w olimpijskiej reprezentacji ZSRR. Łącznie w niej rozegrał 6 gier. 20 marca 1976 zadebiutował w radzieckiej reprezentacji w spotkaniu towarzyskim z Argentyną przegranym 0:1. Łącznie zaliczył 3 gry reprezentacyjne.

## Kariera trenerska
Po zakończeniu kariery zawodniczej trenował kazachskie kluby Awangard Pietropawłowsk, Meliorator Kyzyłorda, Szachtior Karaganda, oraz Celinnik Celinograd. W latach 1988–1989 pracował na stanowisku trenera w Szkole Piłkarskiej „Olimpijec Moskwa”. W 1990–1991 pracował na stanowisku administratora w reprezentacji weteranów ZSRR. W latach 1992–1995 kierownik klubu w MFK Noworuś Moskwa. Ostatnim miejscem pracy był Fundusz im. Lwa Jaszyna, w którym pełnił funkcje kierownika reprezentacji weteranów ZSRR.
Pochowany na Cmentarzu Wostriakowskim w Moskwie.

## Nagrody i odznaczenia
Posiada tytuł Mistrza Sportu ZSRR.